# Havas Boldogasszony-templom (Belec)
A Havas Boldogasszony-templom egy római katolikus plébániatemplom Horvátországban a Krapina-Zagorje megyei Belec településen. A Horvát Zagorje egyik legszebb barokk temploma.

## Fekvése
A templom a falu központjától távol, Belec déli részén, a főutcától mintegy 70 méterrel nyugat felé, a Repno felé vezető elágazásánál a Kostanjevac, vagy más néven Kostanjek nevű helyen található.

## Története
A Havas Boldogasszony plébániatemplom elődjét a Szűz Mária kápolnát 1674-ben Erdődy György özvegye, Keglevich Erzsébet grófnő építtette az akkor magányos helyen. Írásos forrás 1676-ban említi először. Ez valószínűleg egy késő gótikus épület volt, melynek szentélye boltozott, hajója pedig famennyezettel volt fedve. Az épület azonban valószínűleg rosszul volt kivitelezve, így többször kellett javítani. 1735-ben az akkori plébános, aki a templomhoz tornyot akart építeni már nem adott sok időt a nedves falú, rossz állagú épületnek. Végül egyházi bizottság vizsgálta meg az épületet, melynek tagja volt Adam Cantić zágrábi kanonok és Nikola Tomić zlatari plébános is, melynek eredményeképpen használatra alkalmatlannak minősítették és engedélyt adtak Kunek beleci plébánosnak egy új templom építésére. 
Az 1742-es egyházlátogatás iratai szerint a templom építése ekkor már befejeződött főként az akkori kegyúr Adam Naissich költségén. Az építés menetében 1739-ben először a megújított szentély készült el, melyhez sekrestyét, és a hajó, melyhez két kápolnát építettek. Ezután a nyugati homlokzat elé felépítették a harangtornyot, a templom köré a cintermet, a tornyokkal ellátott falat és az előcsarnokot. A kőművesmunkák 1740-ben fejeződtek be, 1741-ben pedig elkészült az egész templom külseje. A belső díszítőmunkák ezután még évekig tartottak.

## Leírása

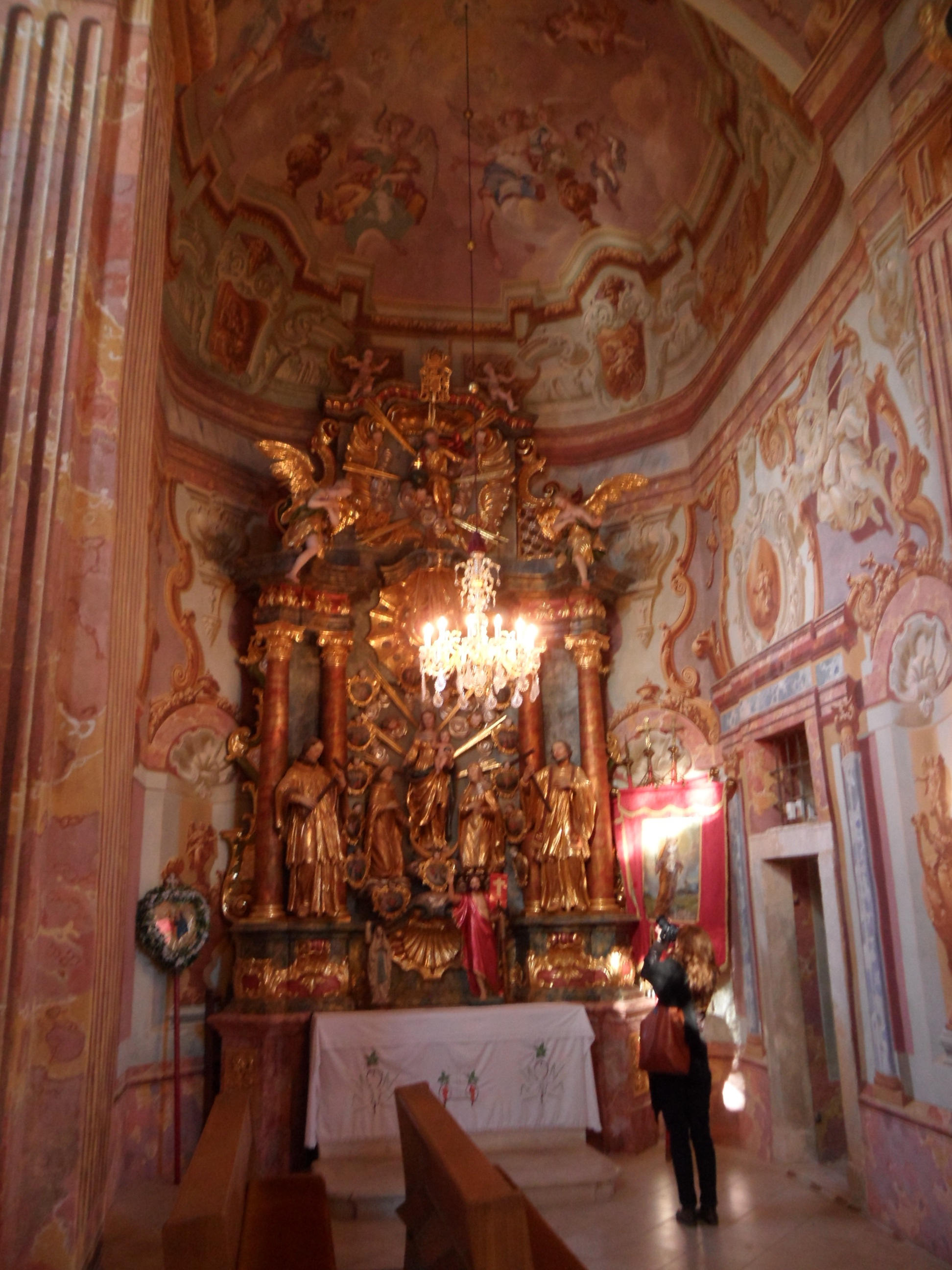
A baloldali kápolna oltára

A templom latin kereszt alaprajzú, a szentély keletre néz. A szentélyhez északról csatlakozik a szabálytalan négyszög alakú sekrestye. A szentély valamivel szűkebb a hajónál, melytől a diadalív választja el. A hajó közepéhez csatlakozik a két oldalkápolna, melyek a latin kereszt szárait képezik. A nyugati homlokzat előtt áll a zömök és magas harangtorony, felső részén biforámás ablakokkal, legfelül a gúla alakú toronysisakkal. A templomot cinterem és tornyokkal ellátott fal övezi.
A torony alatti főbejáraton keresztül és a kórus alatt elhaladva jutunk a templomba, ahol elénk tárul a pazarul díszített barokk belső tér a gyönyörű, aranyozott oltárokkal és a szószékkel. Tekintetünket egyből megragadja a főoltár, melynek felső részén angyalok között a Szentháromság ábrázolását látjuk, tőle balra és jobbra Szent Ilona és Szent Rozália szobraival. Alattuk az oltár főhelyén a fénysugárban tündöklő Boldogságos Szűz Mária szobra látható, oldalán a karcsú márványoszlopok között a Szent Három Királyok szobraival, akikhez negyedikként Szent István király csatlakozott. Az oltárépítményt a jobb és baloldalon két, oroszlánbőrbe öltözött Atlasz tartja. A Szentháromság ábrázolása különösen mesteri munka, az alakok nem a megszokott pózokban állnak és minden alak különleges. A Szűzanya szobra felett két angyal tartja Bedekovich Boldizsár és felesége Somogyi Rozália címerét. Az oltár felirata: „DE NIVE VIRGO TVO NIVEO SACRATA DECORI РІЕТАТЕ  BALTHASARIS BEDEKOVICH REGNI V.-BANI ATQVE ROSALIE SOMOGI VXORIS SVAE” nagybetűi az 1743-as évszámot adják ki.

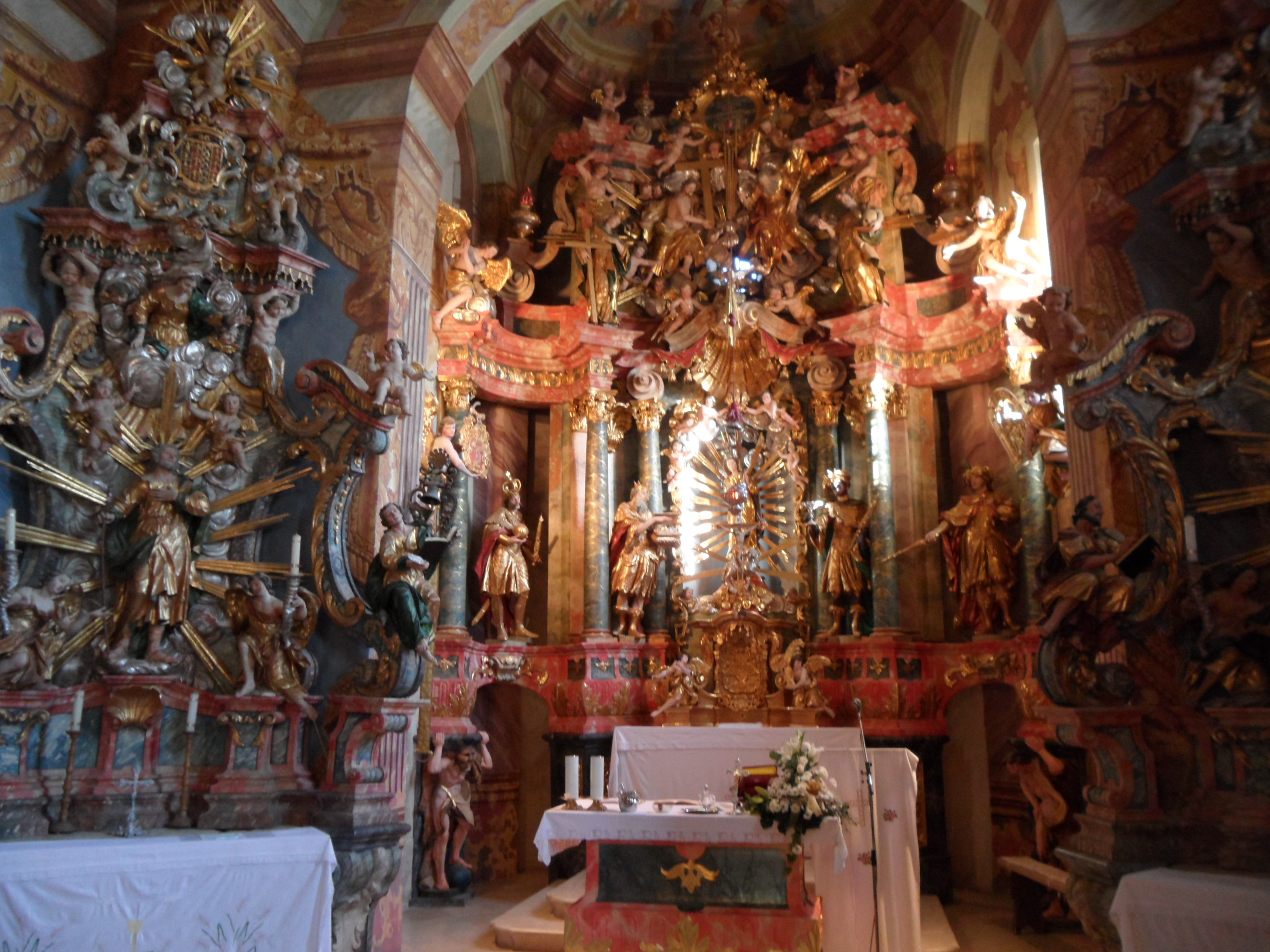
A főoltár

A hajó mellékoltárai Szent József és Szent Borbála tiszteletére vannak szentelve. A baloldalit Csikulin János Ferenc gróf adományozta. 1758-ban még nem volt aranyozva. Az adományozó már nem érhette meg elkészültét, mert 1746-ban elhunyt.   Az oltár minden barokk túláradása ellenére rendkívül harmonikus, szépen megkomponált. A tetején a gyermek Jézus szobra található, alatta Mária lefelé hajló alakjával, aki a középen ábrázolt Szent József fölé emeli kezét. Két oldalt az oltár ívelt vonalú szélén két evangélista, balra Máté nyugodt, míg jobbra János extázisba merevedett alakja. Mindegyik figura egyedi ábrázolású. A hajó jobb oldali oltárának adományozója Nikola Vojković zágrábi alispán, aki szintén nem érte meg adományának elkészültét.  Az oltár közepén Szent Borbála alakja áll, két oldalán pedig két másik evangélista, Szent Márk és Szent Lukács.

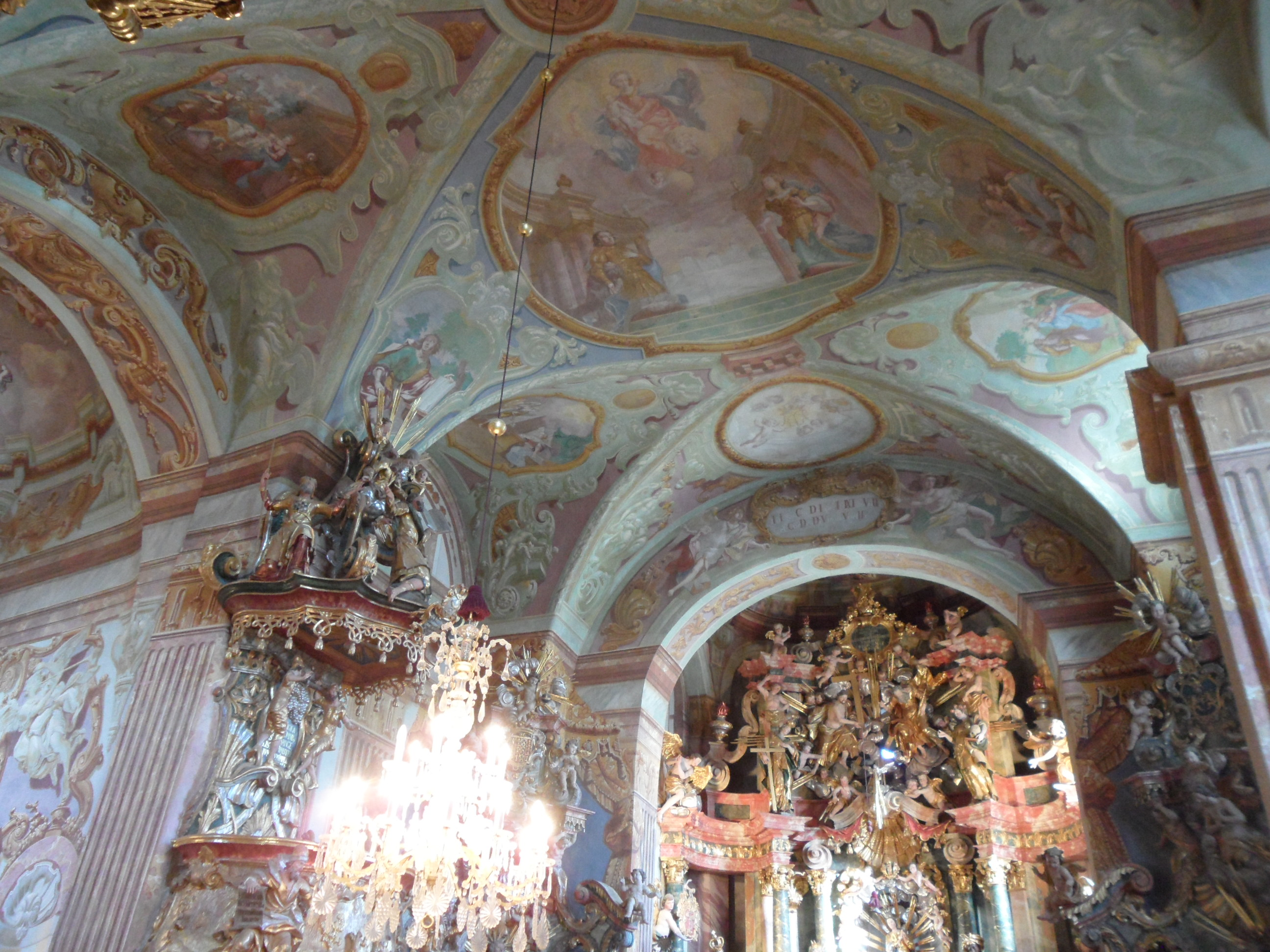
A szószék és a mennyezetképek

A remekművek mellett szinte eltűnnek az oldalkápolnák oltárai. A baloldali kápolna oltára a Szeplőtelen Fogantatás Patachich Gábor kalocsai érsek, a jobb oldali kápolnáé pedig, amely Szent István vértanúnak van szentelve Putz István belgrádi püspök adománya, aki a templom felszentelője volt. Felirata szerint az oltár 1739-ben készült. A szószék ugyancsak mesteri munka. A tetején Mózes szobra, amint a sínai hegyen átveszi kőtáblákat. Oldalt Áron a kezében bottal, és Józsue karddal és pajzzsal láthatók. A szószék hátán, a prédikáló mögött Józsue és Kaleb alakja, amint az ígéret földjén egy hatalmas szőlőfürtöt cipelnek. Alul Noé alakja látható, amint első áldozatát mutatja be. A pilasztereken Ézsaiás és Jeremiás próféták, köztük a művész részben könnyeden, részben meglehetősen statikusan ábrázolja a zsidók táncát az aranyborjú körül. Mögöttük Jeremiás próféta megmutatja Jákob álmát. Ez technikailag olyan tökéletesen kidolgozott, hogy sehol nem találunk hasonlót. Fent a szószék tetején a Bedekovich család címere látható egy a Szentírásból vett felirattal és az 1743-as évszámmal. Az oltárok és a szószék több mester, köztük a grazi Josef Schokotnig stájer szobrászművész alkotásai.
A kórus régi leírása szerint kétrészes volt, és 2 oszlopon nyugodott, amelyek közül az egyik részt mára eltávolították. A kórus hátulját középen egy tudásfa díszíti, balra és jobbra két alak található: baloldalon az Istenanya és Ádám, jobbra Éva és egy angyal. Ádám és Éva szobrai mesterművek. Alattuk a „Maria reparavit, quam Adam et Eva perdidit gratiam.” felirat látható. Az eredeti orgona már nincs meg. A mai orgonát Joseph Smolle építette 1863-ban. A háttámla közepén a Vojkovic-Wojkffy család címere látható.

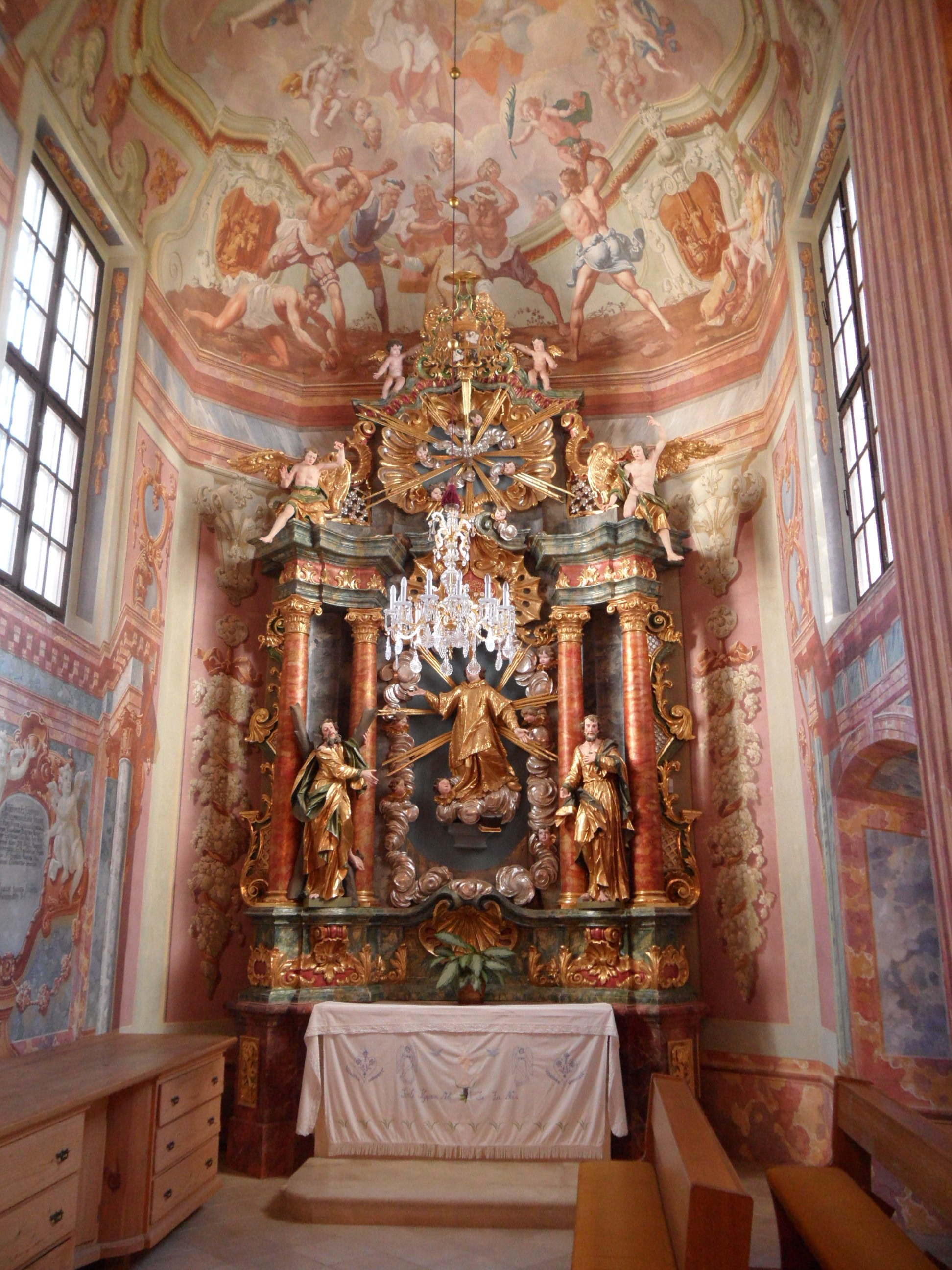
A jobboldali kápolna oltára

Természetes, hogy a díszes barokk templom nem maradhatott kifestetlenül. Az egyházi vizitátor elmondja, hogy a templom festése a kegyúr, Naissech Ádám elképzelése szerint készült. A templom belsejét 1740 és 1742 között festették. A főmester John Ranger pálos festőművész volt, aki három asszisztenssel, szintén pálos szerzetesekkel dolgozott. A festés idejét a diadalív felirata rögzíti, melynek nagybetűit összeolvasva az 1740-es évszám jön ki.  A freskók figurális tartalma elsősorban a templomhajó, a kápolna és az apszis boltozatai mentén látható. A festés díszítése rendkívül gazdag. A festő a térbeli ábrázolással igyekezett növeli a képek által keltett benyomást. Így a falakra építészeti elemeket, a boltozatokra növényi ornamentikát, a medalionokba nagyobb festményeket helyezett el, amelyek mellett kisebb képeket festett, melyek evangéliumi részleteket (angyali üdvözlet, látogatás Erzsébetnél, Krisztus születése, a három királyok ajándéka, a körülmetélés, menekülés Egyiptomba) ábrázolnak. Természetesen a négy evangélista is ábrázolva van. A szentély kupoláján a Szentháromság megkoronázza a Szűzanyát, a hajóban a boltozat közepén, a nagyobb képen a Havas Boldogasszony megjelenése a hófödte Eskvilin-hegy felett látható, ahol a térdelő János római patrícius és felesége személyében a mester a kegyúr, Naissich Ádámot és feleségét ábrázolta.  Egy kisebb medalionban Krisztus tanítása a templomban látható. A Szent István-kápolna képe a szent vértanúságát ábrázolja, átellenben a felhőkben sok angyallal. A sekrestye is gazdagon díszített festményekkel, főként a Szentírásból vett jelenetekkel.

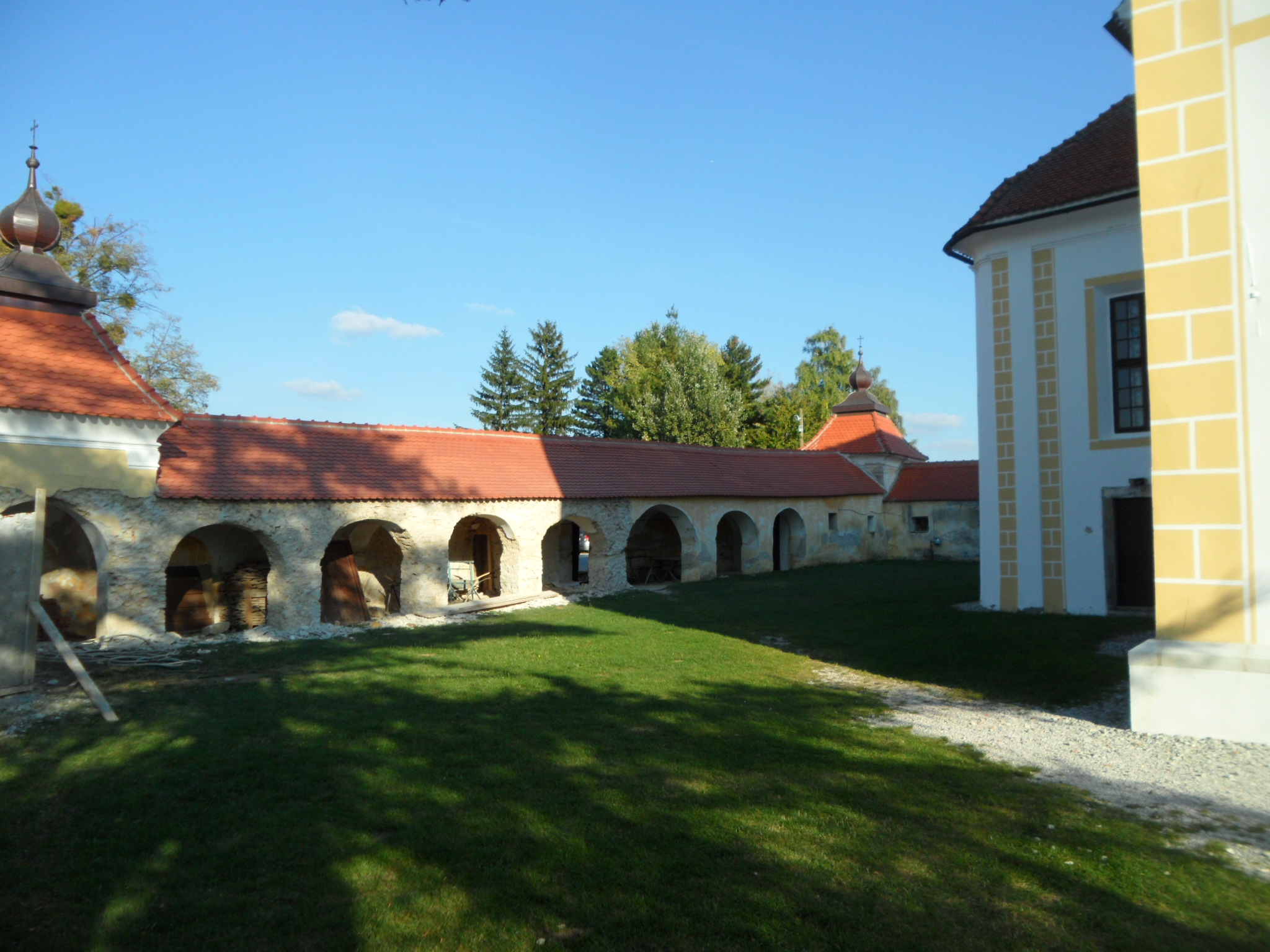
A templom körüli cinterem

A templom liturgikus tárgyainak legértékesebb darabjai egy 1745-ös cibórium és egy nagy ezüst monstrancia. Az utóbbi a leírás szerint 1503-ban készült és 56 rubin, 10 smaragd, 15 ametiszt, 4 hiacint, két gemma, valamint 12 gránátkő díszíti. A drágakövek Bedekovich Miklós varasdi ispán és Nikola Terihaj zágrábi kanonok ajándékai.
Oktavijan Miletić 1942-ben készített dokumentumfilmet a belaci barokk plébániatemplomról. A filmet ugyanabban az évben a velencei biennálén díjazták.
A plébániatemplomot 1910-ben teljesen megújították, utoljára pedig 1994 és 2005 között újították fel.